# Anthony Provincial Park
Anthony Provincial Park är en park i Kanada.   Den ligger i provinsen Nova Scotia, i den östra delen av landet, 900 km öster om huvudstaden Ottawa. Anthony Provincial Park ligger 20 meter över havet.
Terrängen runt Anthony Provincial Park är platt. Havet är nära Anthony Provincial Park norrut. Runt Anthony Provincial Park är det glesbefolkat, med 11 invånare per kvadratkilometer..
I omgivningarna runt Anthony Provincial Park växer i huvudsak blandskog.